# Fantasy of Flight

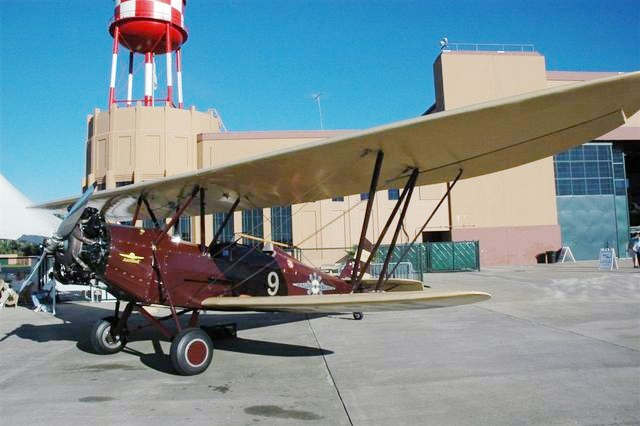
New Standard D-25

Fantasy of Flight ist ein Luftfahrtmuseum in Polk City, Florida, USA, dessen über 160 Exponate größtenteils flugfähig sind. Die Eröffnung war 1995.
Die Besucher werden in eine Zeitreise durch die frühen Tage der Luftfahrt, die Zeit des Ersten und Zweiten Weltkriegs bis in die Gegenwart geführt. Der Besitzer Kermit Weeks bezeichnet seine Sammlung als die größte private Luftfahrzeugsammlung der Welt.

## Sammlung

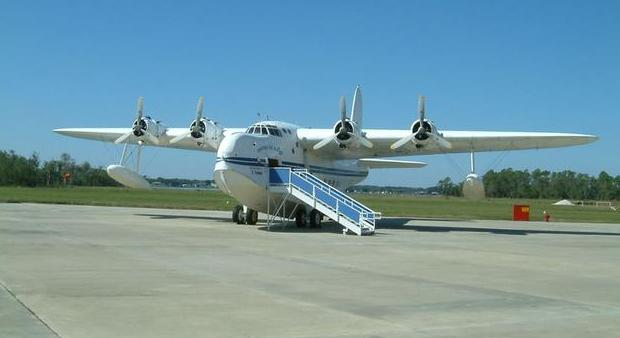
Short Sunderland

Kermit Weeks Sammlung enthält u. a. folgende Luftfahrzeuge, die allerdings nicht immer im Museum stationiert sind.
- Antonow An-2
- Avro Cadet
- North American AT-6D
- Boeing B-17 Flying Fortress
- Douglas B-23 Dragon
- Consolidated B-24 Liberator
- North American B-25 Mitchell N1943J
- Martin B-26 Marauder
- Bachem Ba 349 Natter (Nachbau)
- Bell 47G
- Bücker Bü 181 Bestmann
- Bücker Bü 131 Jungmann
- Bücker Bü 133 Jungmeister
- Chance-Vought F4U Corsair
- Cierva C.30A (Tragschrauber)
- Curtiss Junior
- Curtiss Model D
- Fieseler Fi 156 Storch
- Fieseler Fi 103
- Focke-Wulf FW-44
- Fokker D.VIII (Nachbau)
- Ford Trimotor
- Gee Bee R-2
- Gee Bee Z NR77V
- Grumman J2F Duck N1214N
- Grumman F3F
- Grumman FM-2 Wildcat
- Hiller YH-32 Hornet
- Lockheed Vega
- Mitsubishi Zero
- Morane A-1
- Morane/Brock Monoplane[1]
- New Standard D-25
- Republic P-47 Thunderbolt eingelagert, mit originaler Transportkiste
- Seversky P-35 (in Restauration)
- Stampe SV-4
- North American P-51 Mustang
- Piper L-4J Grasshopper
- Polikarpow Po-2
- Ryan NYP
- Short Sunderland   N814ML
- Standard E-1
- Standard J-1
- Stinson SM-6000-B
- Stinson Model A
- Supermarine Spitfire N476TE
- Thomas-Morse S-4 Scout
- Trautman Road Air[2]
- Travel Air 4000